# Элмонт, Гийом
Гийом Элмонт (нидерл. Guillaume Elmont, 10 августа 1981) — нидерландский дзюдоист, чемпион мира, призёр чемпионатов Европы и Европейских игр.

## Биография
Родился в 1981 году в Роттердаме в семье дзюдоистов суринамского происхождения (его отец Рикардо Элмонт представлял Суринам на Олимпийских играх в Монреале, и занял 9-е место). В 2004 году принял участие в Олимпийских играх в Афинах, но неудачно. В 2005 году выиграл чемпионат мира. В 2006 году стал бронзовым призёром чемпионата Европы. В 2007 году завоевал бронзовые медали чемпионата мира и чемпионата Европы. В 2008 году стал серебряным призёром чемпионата Европы, а на Олимпийских играх в Пекине занял 5-е место. В 2010 году вновь стал бронзовым призёром чемпионата Европы. В 2012 году принял участие в Олимпийских играх в Лондоне, но стал лишь 17-м. В 2015 году завоевал бронзовую медаль Европейских игр.